# 青井陽治
青井 陽治（あおい ようじ、1948年3月3日 - 2017年9月1日）は、日本の翻訳家、演出家。日本演出者協会理事。

## 人物
神奈川県出身。国際基督教大学中退。1969年劇団四季の演劇研究所に入り、俳優、翻訳者として活動。1976年フリーとなり、アメリカ現代劇やミュージカルの翻訳・演出にとりくむ。
1982年から1985年、千葉真一が企画・演出したジャパンアクションクラブのミュージカルに参画し、『ゆかいな海賊大冒険』では作・作詞、『酔いどれ公爵』ではミュージカル構成・演出協力を担った。
1996年、第3回湯浅芳子賞受賞（舞台での「ジェフリー」「ジェミニ」「ソフィストリー（詭弁）」「ラブ・レターズ」「セイムタイム・ネクストイヤー」などの翻訳）。
上演作に「真夜中のパーティ」「陽気な幽霊」「ラヴ・レターズ」など。
2017年9月1日午前11時32分、膵臓がんのために死去。69歳没。
戒名は、遇劇院釋導陽（ぐうぎゃくいんしゃくどうよう）。

## 共著
- 『借金の輪 手紙形式による書き下ろしリレーエッセイ』村松友視、武田花ほか共著 飛鳥新社 1994年

### 翻訳
- J・G・ノヴェール『舞踊とバレエについての手紙』小倉重夫,ダン・ケニー共訳 春秋社 1968年
- ハーニック・ボック脚本 シェルドン・ハーニック作詞『アップル・トゥリー』堤孝夫共訳 劇書房 1979年
- アンソニー・ニューリー、レスリー・ブリッカス『地球を止めろ 俺は降りたい』堤孝夫共訳 劇書房 1979年
- ポール・オズボーン『朝は、七時』劇書房 1981年
- マーク・メドフ『ちいさき神の,作りし子ら』劇書房 1981年
- マーテイン・シャーマン『ベント 』劇書房 1981年
- ジャック・ハイフナー『ヴァニティーズ』劇書房 1982年
- バーナード・スレイド『セイムタイム、ネクストイヤー 来年の今日もまた』堤孝夫共訳 劇書房 1983年
- マート・クローリィ『真夜中のパーティ』劇書房 1983年
- アーネスト・トンプソン『黄昏』堤孝夫共訳 劇書房 1984年
- 『ニール・サイモン戯曲集 2』酒井洋子、鳴海四郎、福田陽一郎共訳 早川書房 1984年
- ハーヴィ・ファイアスティーン『トーチソング・トリロジー 3部作』劇書房 1987年
- スタンリー・グリーン『ブロードウェイ・ミュージカルfrom 1866 to 1985 Show by show』ヤマハ音楽振興会 1988年
- A・R・ガーニー『ラヴ・レターズ』劇書房 1990年
- アリエル・ドーフマン『死と乙女』劇書房 1994年
- ポール・ラドニック『ジェフリー』劇書房 1995年
- スタンリー・グリーン著、ケイ・グリーン追補『ブロードウェイ・ミュージカルのすべて』ヤマハミュージックメディア 1995年
- 『GODSPELL』 2001年[4]

### 訳詞
- What I Did For Love（作詞 : E.KLEBAN、作曲 : M.HAMLISCH。梶賀千鶴子と共訳